# Kiyonosuke Marutani
Kiyonosuke Marutani (丸谷 清之介, Marutani Kiyonosuke) was een Japans voetballer die als middenvelder speelde.

## Japans voetbalelftal
Kiyonosuke Marutani maakte op 20 mei 1925 zijn debuut in het Japans voetbalelftal tijdens een Spelen van het Verre Oosten tegen China. Kiyonosuke Marutani debuteerde in 1925 in het Japans nationaal elftal en speelde 1 interland.

## Statistieken
| Japans voetbalelftal | Japans voetbalelftal | Japans voetbalelftal |
| Jaar                 | Wed.                 | Dlp.                 |
| -------------------- | -------------------- | -------------------- |
| 1925                 | 1                    | 0                    |
| Totaal               | 1                    | 0                    |